# Distretto di Füzesabony
Il distretto di Füzesabony (in ungherese Füzesabonyi járás) è un distretto dell'Ungheria, situato nella provincia di Heves.